# ريكاردو مونتانير
هيكتور إدواردو ريغليرو مونتانير (بالإسبانية: Héctor Eduardo Reglero Montaner) ويعرف فنيا باسم ريكاردو مونتانير (بالإسبانية: Ricardo Montaner) (8 سبتمبر 1957 ببوينس آيرس، الأرجنتين)، هو مغن مؤلف أرجنتيني. بدأ حياته المهنية في أواخر 1970، أصدر أكثر من 15 ألبوم والكثير من الأغاني المنفردة الناجحة والتي حققت مبيعات ما يقارب 100 مليون نسخة عبر العالم.

## حياته الخاصة
تزوج ريكاردو من مارلين رودريغيز ميراندا، وهي ابنة المالك الرئيسي لشركة الإنتاج رودفن بالإسبانية، حيث كانت بدايته الفنية معها. رُزِق منها بثلاثة أطفال بالإضافة إلى ولدين من زوجته الأولى. ثلاثة من أطفاله امتهنو الموسيقى حيث أصبح ابنه أليخاندرو مونتانير مغنيا ذائع الصيت.
في 1994 انهى ريكاردو ارتباطه مع شركة تسجيلات والد زوجته، وأمضى عقدا مع شركة سونغوغرافيا بالإسبانية مما أدخل الشركتين في صراعات قضائية دامت لسنوات.